# Ayaka Kawata
Ayaka Kawata (* 22. August 1999) ist eine japanische Mittelstreckenläuferin, die sich auf die 800-Meter-Distanz spezialisiert.

## Sportliche Laufbahn
Erste internationale Erfahrungen sammelte Ayano Shiomi bei den Juniorenasienmeisterschaften 2018 in Gifu, bei denen sie in 2:04,14 min die Goldmedaille im 800-Meter-Lauf hinter vor ihrer Landsfrau Ayano Shiomi gewann. Zudem siegte sie auch mit der japanischen 4-mal-400-Meter-Staffel in neuem Meisterschaftsrekord von 3:38,20 min. Sie qualifizierte sich damit für die U20-Weltmeisterschaften im finnischen Tampere, bei denen sie über 800 Meter im Finale mit 2:03,57 min Rang sechs belegte und mit der Staffel in der ersten Runde ausschied. Ende August nahm sie erstmals an den Asienspielen in Jakarta teil und belegte dort mit der japanischen Stafette in 3:34,14 min Rang fünf und mit der gemischten Staffel Rang vier. Bei den World Athletics Relays 2021 im polnischen Chorzów verpasste sie mit 3:35,26 min den Finaleinzug in der 4-mal-400-Meter-Staffel.
2018 wurde Kawata Japanische Meisterin im 400-Meter-Lauf und 2020 über 800 Meter. Sie ist Studentin am Higashiosaka College in Osaka.

## Persönliche Bestleistungen
- 400 Meter: 53,50 s, 11. Mai 2018 in Kyōto
- 800 Meter: 2:02,71 min, 3. Mai 2018 in Fukuroi